# Epífise
A epífise  é a parte de um osso longo que se desenvolve por um centro de ossificação diferente do corpo do osso, e que dele é separado por uma camada de cartilagem.
Durante o desenvolvimento, é a cartilagem epifisária a responsável pelo crescimento longitudinal e diametral (lateral) do osso.
Durante a infância e a adolescência, a cartilagem epifisária promove o crescimento, mas, quando o indivíduo atinge a idade adulta, a cartilagem é substituída por osso compacto, interrompendo-se o crescimento.
Ainda na infância, a cartilagem epifisária constitui-se em ponto frágil do osso, podendo ser, frequentemente, sede de fraturas.
A estrutura responsável pelo crescimento ósseo longitudinal é a Placa Epifisária, que está localizada na Metáfise. A epifise é dividida em 3 partes.